# Mario Donizetti
Mario Donizetti (* 23. Januar 1932 in Bergamo, Italien) ist ein italienischer figurativer Maler und Essayist.

## Biografie

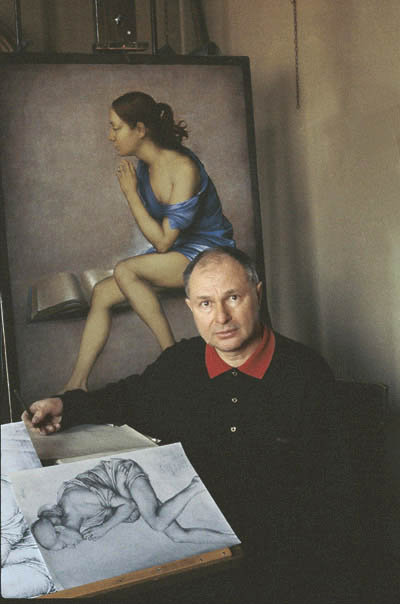
Mario Donizetti beim Malen in seinem Atelier

Mit wissenschaftlicher Präzision durchgeführte technische Studien führten ihn zur Anwendung absolut origineller Techniken für seine Arbeit, wie zum Beispiel seine lackierte und lasierte Eitempera, die Enkaustik, die enkaustische Pastelltechnik. Als Gründer des “Centro di Ricerche Tecniche dell’Arte” im 1977 und des “Donizetti Museo Scuola” im 2003 macht Donizetti seine Techniken über das Internet mit Texten in verschiedenen Sprachen (englisch, französisch, deutsch, spanisch, japanisch, chinesisch) und englisch synchronisiertem Filmmaterial seiner Lehrstunden bekannt. Mit seinen Essays über Ästhetik und Diagnostik der Restauration arbeitet er mit verschiedenen Tageszeitungen und Zeitschriften zusammen. Im 1983 wurde er mit einer Werkschau in den Sälen der Pinacoteca Ambrosiana von Mailand geehrt. Als leidenschaftlicher Musikliebhaber entwickelte er eine „Neue Methode zum Schreiben von Musik“ unter Verzicht auf das Notenliniensystem.

## Werke
- “Kruzifix”, im Schatzmuseum der Basilika St. Peter im Vatikan,
- Fresken und das Altarbild in der historischen Basilika von Pontida, der Abbazia di Pontida

Donizetti gestaltete eine Vielzahl von Porträts für Titelseiten, u. a.
Porträts auf der Titelseite des TIME Magazine
- Papst Johannes Paul II.

Porträts auf den Titelseiten der Zeitschriften “IL DRAMMA” und “COSTUME”
- berühmter Schauspieler und Künstler
  - Marcel Marceau,
  - Jean-Louis Barrault,
  - Edvige Feuillère,
  - Marta Abba,
  - Renzo Ricci,
  - Vittorio Gassman,
  - Rossella Falck,
  - Giorgio Albertazzi,
  - Carla Fracci,
  - Giulia Lazzarini,
  - Valentina Cortese.

Porträts für die Zeitschrift L’EUROPEO
- Indro Montanelli.

Seine Werke befinden sich in der „Sammlung Lidia Bastianich“ New York, der „Sammlung Pizzorni“ Caracas, der „Sammlung Cernan“ Huston, das Porträt von Nicolangela Pavan in der „Sammlung Pavan“ Manzano di Udine, das Porträt von Nino Folonari in der „Sammlung Folonari“ Brescia, die Werke „Profilo“ in der Galleria d’Arte Moderna von Udine, „Commedia dell’Arte“ der „Sammlung Spajani“ GAMEC, „Carità“ der „Sammlung Margherita Cassis-Faraone “, „Omaggio a Gaetano“ (Basrelief) im Museum des Geburtshauses von Gaetano Donizetti, dazu Werke in der „Sammlung TIME“ in New York und in verschiedenen Sammlungen in den Vereinigten Staaten, in Russland, Kanada, Venezuela, England, Frankreich.

## Ausstellungen
Seit 1951 ist Donizetti in zahlreichen Einzel- und Kollektivausstellungen vertreten.

## Schriften und Bildbände
- Donizetti : cento disegni e trentadue dipinti. Il Conventino, Bergamo 1972.
- Mario Donizetti : dipinti e disegni. Corponove, Bergamo 1996, ISBN 88-366-0516-8.
- Mario Donizetti: Lettera a Platone. 1997. pdf-Ausgabe, italienisch
- Mario Donizetti: Lettera a Hegel : argomenti di estetica. Corponove, Bergamo 2000, ISBN 8887831130. pdf-Ausgabe, italienisch

### Kataloge
- Mario Donizetti, disegni e dipinti : catalogo della mostra alla Pinacoteca ambrosiana, Milano, ... 9 ottobre - 11 dicembre 1983. 1983.